# Кім Су Ан
Кім Су Ан (кор. 김수안; нар. 27 січня 2006, Республіка Корея) — південнокорейська акторка. Вона дебютувала в індустрії розваг, коли їй було п'ять років, і з того часу знімалася у фільмах і телесеріалах, зрештою здобувши ширше визнання завдяки своїй ролі у популярному фільмі «Потяг до Пусана» (2016).

## Кар'єра

### 2011–2015: Початок кар'єри
Кім дебютувала як акторка у фільмі «Пробач, дякую» у 2011 році. З того часу вона стала запрошуваною дитячою акторкою як у незалежних, так і у високобюджетних фільмах, таких як «Паросток» (2013), «Скажений сумний поганий» (2014) та «Дівчина із шафки із замком» (2015).

### 2016—сьогодення: Зростання популярності
У 2016 році вона здобула ширше визнання за роль 10-ти річної дочки персонажа актора Кон Ю у касовому зомбі-хіті «Потяг до Пусану». У тому ж році вона підписала ексклюзивний контракт з агентством з управління талантами Blossom Entertainment.
2017 року вона знялася в бойовику «Прикордонний острів», зігравши дочку Хван Чон Мін. Вона була відзначена кінопремія Буїль за найкращу жіночу роль другого плану. Вона також з'явилася у фільмі «З Богами: Два світи» (2017).